# William C. Campbell

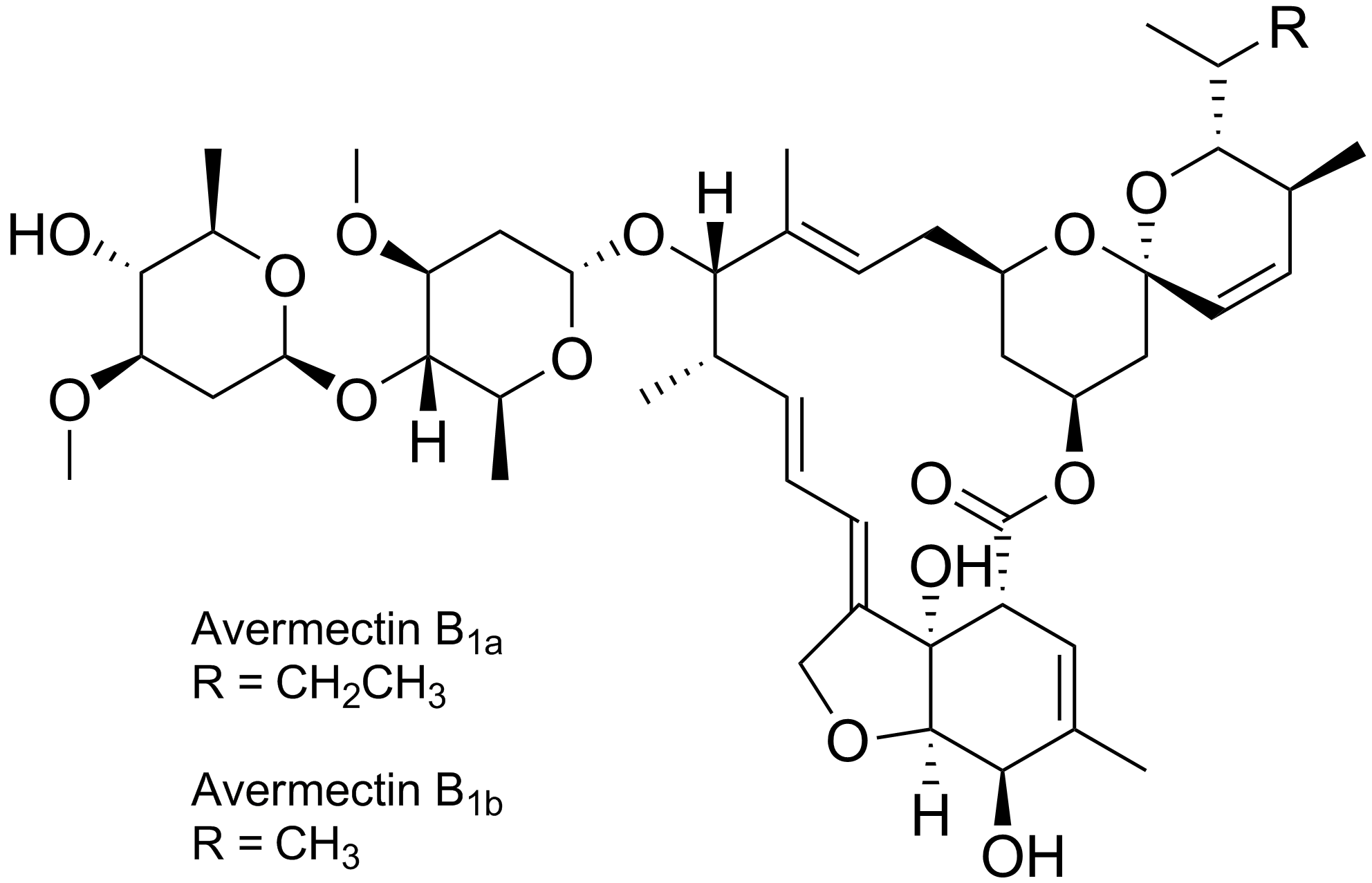
Wzór strukturalny awermektyny

William C. Campbell (ur. 28 czerwca 1930 w Ramelton) – irlandzki biochemik, laureat Nagrody Nobla w dziedzinie fizjologii lub medycyny w roku 2015.

## Życiorys
Urodził się w 1930 roku, w Ramelton, w hrabstwie Donegal, w Irlandii jako trzeci syn miejscowego sklepikarza R.J. Campbella. Uczęszczał do gimnazjum męskiego Campbell College w Belfaście, a następnie w 1952 roku ukończył Trinity College w Dublinie. Doktorat uzyskał na amerykańskim University of Wisconsin-Madison w 1957 roku. Przez szereg lat był związany z międzynarodowym koncernem farmaceutycznym Merck Sharp & Dohme.
Jest emerytowanym profesorem i pracownikiem naukowym Drew University w Madison w stanie New Jersey.
Prowadzone przez niego badania kultur bakterii Streptomyces avermitilis (wyizolowanych przez Satoshiego Ōmurę) wykazały skuteczność substancji wytwarzanych przez ten szczep w zwalczaniu pasożytów zwierząt domowych i hodowlanych. Grupa Campbella wyizolowała składnik aktywny, awermektynę, której pochodna, iwermektyna, została wykorzystana jako środek nicieniobójczy w leczeniu chorób pochodzenia pasożytniczego, m.in. ślepoty rzecznej i filariozy.
W 2015 roku wspólnie z Satoshim Ōmurą otrzymał Nagrodę Nobla w dziedzinie fizjologii lub medycyny za odkrycia dotyczące terapii infekcji spowodowanych przez pasożytnicze nicienie.